# Canton d'Ajaccio-2
Le canton d'Ajaccio-2 est une division administrative française située dans le département de la Corse-du-Sud et la région Corse.

## Histoire
Le canton d'Ajaccio-II (Vieille-Ville-Sud) a été créé par le décret du 18 août 1973 à la suite du démantèlement de l'ancien canton d'Ajaccio.
Un nouveau découpage territorial de la Corse-du-Sud entre en vigueur en mars 2015, défini par le décret du 24 février 2014. La composition du canton d'Ajaccio-2 est remaniée.

## Géographie
Ce canton est organisé autour d'Ajaccio dans l'arrondissement d'Ajaccio. Son altitude varie de 0 m (Ajaccio) à 787 m (Ajaccio) pour une altitude moyenne de 38 m.

## Représentation

### Représentation de 1973 à 2015
| Période | Période          | Identité                             | Étiquette    | Qualité |
| ------- | ---------------- | ------------------------------------ | ------------ | --- |
| 1973    | 1975 (décès)     | Pascal Rossini (1919-1975)           | CCB          | Commissaire principal aux enquêtes économiques Maire d'Ajaccio (1964-1975)                                                   |
| 1976    | 1989 (démission) | Charles Ornano                       | CCB          | Directeur régional adjoint des services de l'équipement Conseiller régional Maire d'Ajaccio (1975-1994) Sénateur (1980-1994) |
| 1989    | 2001             | Dominique Ornano (fils du précédent) | CCB          | |
| 2001    | 2015             | Pierre-Jean Luciani                  | DVD puis UMP | Adjoint au maire d'Ajaccio Président fondateur de la Mutuelle Chirurgicale Médicale Corse                                    |

### Représentation après 2015
| Période élective | Période élective | Mandat | Mandat | Identité          | Nuance | Nuance | Qualité                          |
| ---------------- | ---------------- | ------ | ------ | ----------------- | ------ | ------ | -------------------------------- |
| 2015             | 2021             | 2015   | 2017   | Stéphane Vannucci |        | DVD    | Conseiller municipal d'Ajaccio   |
| 2015             | 2021             | 2015   | 2017   | Marie Zuccarelli  |        | DVD    | Conseillère municipale d'Ajaccio |

Lors des élections départementales de 2015, le binôme composé de Stéphane Vannucci et Marie Zuccarelli (DVD) est élu au 1er tour avec 57,58 % des suffrages exprimés, devant le binôme composé de François Casasoprana et Marie-José Joly (DVG) (26,52 %). Le taux de participation est de 49,81 % (3 430 votants sur 6 886 inscrits) contre 51,56 % au niveau départementalet 50,17 % au niveau national.

## Composition

### Composition de 1973 à 2015
Le canton d'Ajaccio-II  se composait de la portion de territoire de la ville d'Ajaccio comprenant les voies et quartiers ci-après : avenue Antoine-Serafini, quai Napoléon, rue des Anciens-Fossés, rue des Glacis, rue Pozzo-di-Borgo, rue Bonaparte, boulevard Danielle-Casanova, place Spinola, citadelle Miollis, rue du Roi-de-Rome, rue Zevaco-Maire, rue Laetitia, rue Saint-Charles, rue du Conventionnel-Chiappe, rue de la Porta, rue Notre-Dame, rue de la Sœur-Alphonse, avenue E.-Macchini, rue Forcioli-Conti, rue des Bûcherons, rue Sainte-Claire, boulevard du Roi-Jérôme (du numéro 1 au numéro 13 jusqu'à l'angle de la rue Saint-Roch), rue Poggiolo, passage Bonino, rue Etienne-Conti, rue des Halles, rue Stéphanopoli, rue du Général-Campi, rue du Sergent-Casalonga, rue du Major-Lambruschini, rue Ottavi, rue Lorenzo-Vero, rue du Capitaine-Livrelli, avenue Ounéo-d'Ornano, résidence Sébastiani, du Parc-Cunéo, préfecture, caserne Abbatucci, avenue du Premier-Consul, rue E.-Arène, rue Fesch, de l'avenue Antoine-Sérafini à la rue des Trois-Marie (du numéro 1 au numéro 43 inclus), rue de l'Assomption, passage Guinguette, rue Sébastiani, impasse Bertin, rue et place de la Barrière, cours Napoléon (côté pair du numéro 2 au numéro 68 jusqu'à la place de la Barrière, côté impair du numéro 1 au numéro 41 jusqu'à la rue de la Barrière).

### Composition à partir de 2015
| Nom                             | Code Insee | Intercommunalité    | Superficie (km2) | Population (dernière pop. légale)                | Densité (hab./km2) | Modifier                                    |
| ------------------------------- | ---------- | ------------------- | ---------------- | ------------------------------------------------ | ------------------ | ------------------------------------------- |
| Ajaccio (bureau centralisateur) | 2A004      | CA du Pays ajaccien | 82,03            | Fraction : 14 456 (2022) Commune : 75 343 (2022) | 918                | modifier les données · modifier les données |
| Canton d'Ajaccio-2              | 2A02       |                     |                  | 14 456 (2022)                                    |                    | modifier les données                        |

Le nouveau canton d'Ajaccio-2 comprend la partie de la commune d'Ajaccio située :
1. à l'est d'une ligne définie par l'axe des voies et limites suivantes : depuis la limite territoriale de la commune de Villanova, rue du Fort (direction Est), avenue Nicolas-Pietri (direction Sud), cours du Général-Leclerc, rue Rossi, avenue de Verdun (direction Nord-Est), rue Henri-Maillot, canal de la Gravona, avenue Napoléon-III (direction Sud-Est), avenue de l'Impératrice-Eugénie, rue Henri-Dunant, rue du Sergent-Casalonga, rue du Général-Campi, rue du Général-Fiorella (direction Est), rue du Docteur-Stéphanopoli, rue du Cardinal-Fesch (direction Sud-Est), passage Bonino, tronçon de voie dans le prolongement du passage Bonino (direction Est), quai de la République (direction Sud) ;
2. à l'ouest d'une ligne définie par l'axe des voies et limites suivantes : depuis la limite territoriale sud de la commune d'Alata, ruisseau de San-Remedio (direction Est), canal de la Gravona (direction Sud), chemin de la Carosaccia (direction Sud-Est), rue des Romarins (direction Sud-Est), chemin de Loretto (direction Sud-Est), avenue du Maréchal-Moncey (direction Sud), avenue du Colonel-Colonna-d'Ornano (direction Est), chemin de la Lisa (direction Sud), chemin de crête, avenue de la Grande-Armée (direction Nord-Est), avenue Beverini-Vico, cours Napoléon (direction Sud), avenue Jean-Jérôme-Levie, boulevard Charles-Bonaparte, jetée du Margonajo jusqu'au littoral[2].

## Démographie

### Démographie avant 2015
| 1975 | 1982 | 1990  | 1999  | 2006  | 2011  | 2012  |
| ---- | ---- | ----- | ----- | ----- | ----- | ----- |
| -    | -    | 3 761 | 2 675 | 4 064 | 3 680 | 3 827 |

### Démographie depuis 2015
En 2022, le canton comptait 14 456 habitants, en évolution de +4,47 % par rapport à 2016 (Corse-du-Sud : +7,61 %, France hors Mayotte : +2,11 %).
| 2013   | 2018   | 2022   |
| ------ | ------ | ------ |
| 14 257 | 14 241 | 14 456 |